# Средно-Село (Варненская область)
Средно-Село (болг. Средно село) — село в Болгарии. Находится в Варненской области, входит в общину Ветрино. Население составляет 59 человек.

## Политическая ситуация
Средно-Село подчиняется непосредственно общине и не имеет своего кмета.
Кмет (мэр) общины Ветрино — Георги Димитров Андреев (Граждане за европейское развитие Болгарии (ГЕРБ)) по результатам выборов в правление общины.